# Angela Grützmann
Angela Grützmann, geb. Korduan, (* 22. Oktober 1937 in Brandenburg an der Havel; † 2. Januar 2023) war eine deutsche Politikerin der SPD. 

## Werdegang
Grützmann war die Tochter eines Kreuzberger Polizisten und erwarb die mittlere Reife. Sie war von Beruf Journalistin. Sie trat im Jahr 1966 der SPD bei und ordnet sich dort bei „rechts“ ein, wurde von der Partei als „rechts, aber kritisch“ eingeordnet. Ab 1969 war sie halbtags Referentin für Frauenpolitik. Vom 2. Februar 1974 bis zum Ende der Wahlperiode 1976 war sie als Vertreterin Berlins Mitglied des 7. Deutschen Bundestages. Sie war für den verstorbenen Abgeordneten Klaus Dieter Arndt nachgerückt und wurde anschließend Referentin von Helmut Schmidt.
Sie war verheiratet und hatte zwei Kinder. Am 2. Januar 2023 starb Grützmann.